# Höllvikens skulpturpark

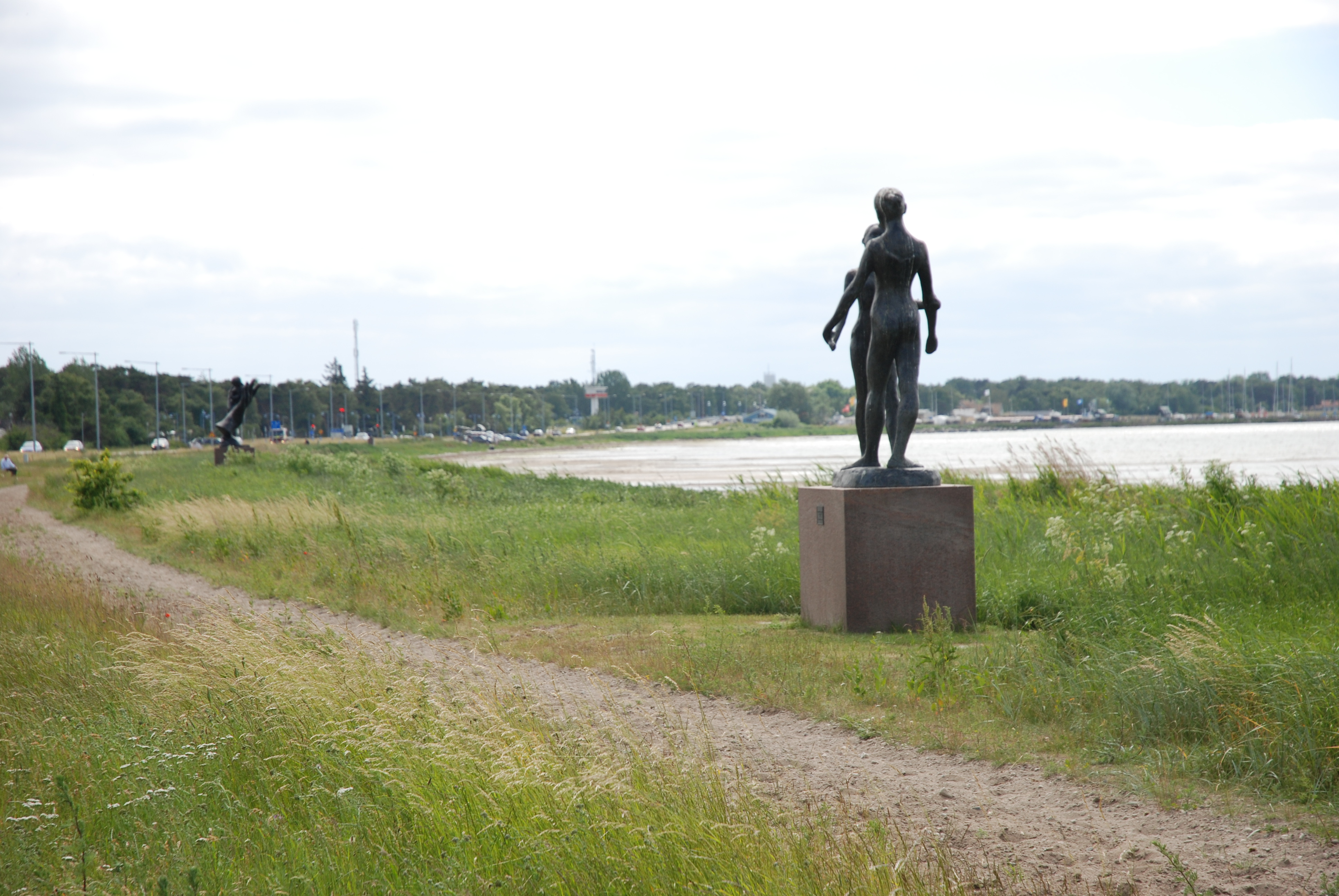
Gudmar Olovsons Les deux soeurs (Systrarna) från år 2000. Till vänster skymtar Gudmar Olovsons Prélude (Inledning till liv) från år 2003.

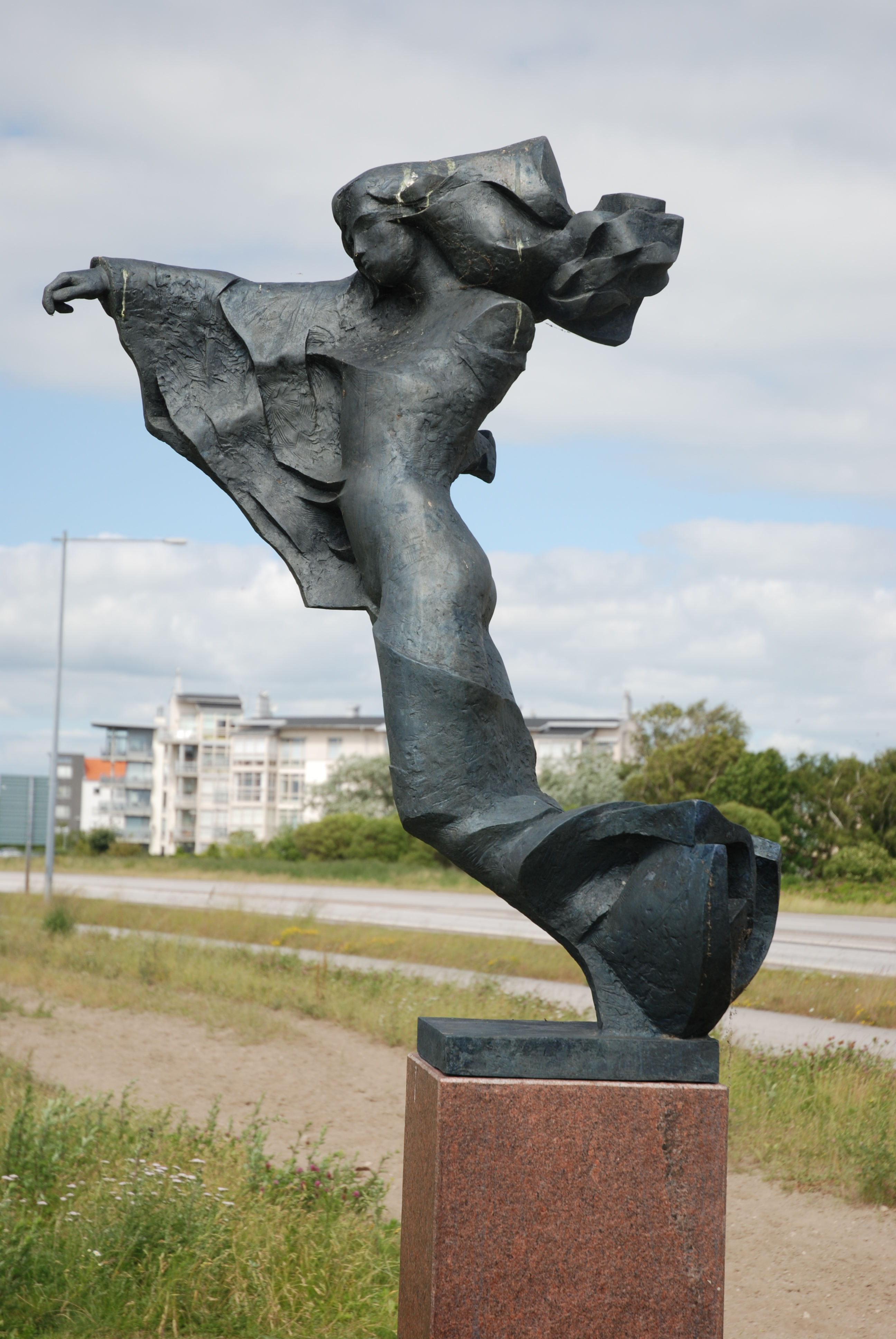
Peter Mandls Kassandra, brons (1996), i Höllvikens skulpturpark.

Höllvikens skulpturpark (Falsterbonäs Open Air Museum) är en svensk skulpturpark, belägen i Höllviken i Vellinge kommun.
Höllvikens skulpturpark invigdes i juni 2008 och är baserad på en deposition av skulpturer av Allan och Bo Hjelts stiftelse till Vellinge kommun. Sex bronsskulpturer, varav fem av Gudmar Olovson, är uppsatta utefter Hjeltska promenaden, gångstigen mellan Falsterbonäsets norra strand och länsväg 100.

## Uppsatta skulpturer (från väster till öster)
- Gudmar Olovson: Concordia (Flykt, 1974)
- Gudmar Olovson: Les deux arbres (Två träd, 1990)
- Gudmar Olovson: Prélude (Inledning till liv, 2003)
- Gudmar Olovson: Les deux soeurs (Systrarna, 2000)
- Gudmar Olovson: Femme-oiseau blessée (Kvinna likt en skadad fågel, 2007)
- Peter Mandl: Kassandra, brons, (1996)

## Fotogalleri Höllvikens skulpturpark (från väster till öster)[2]

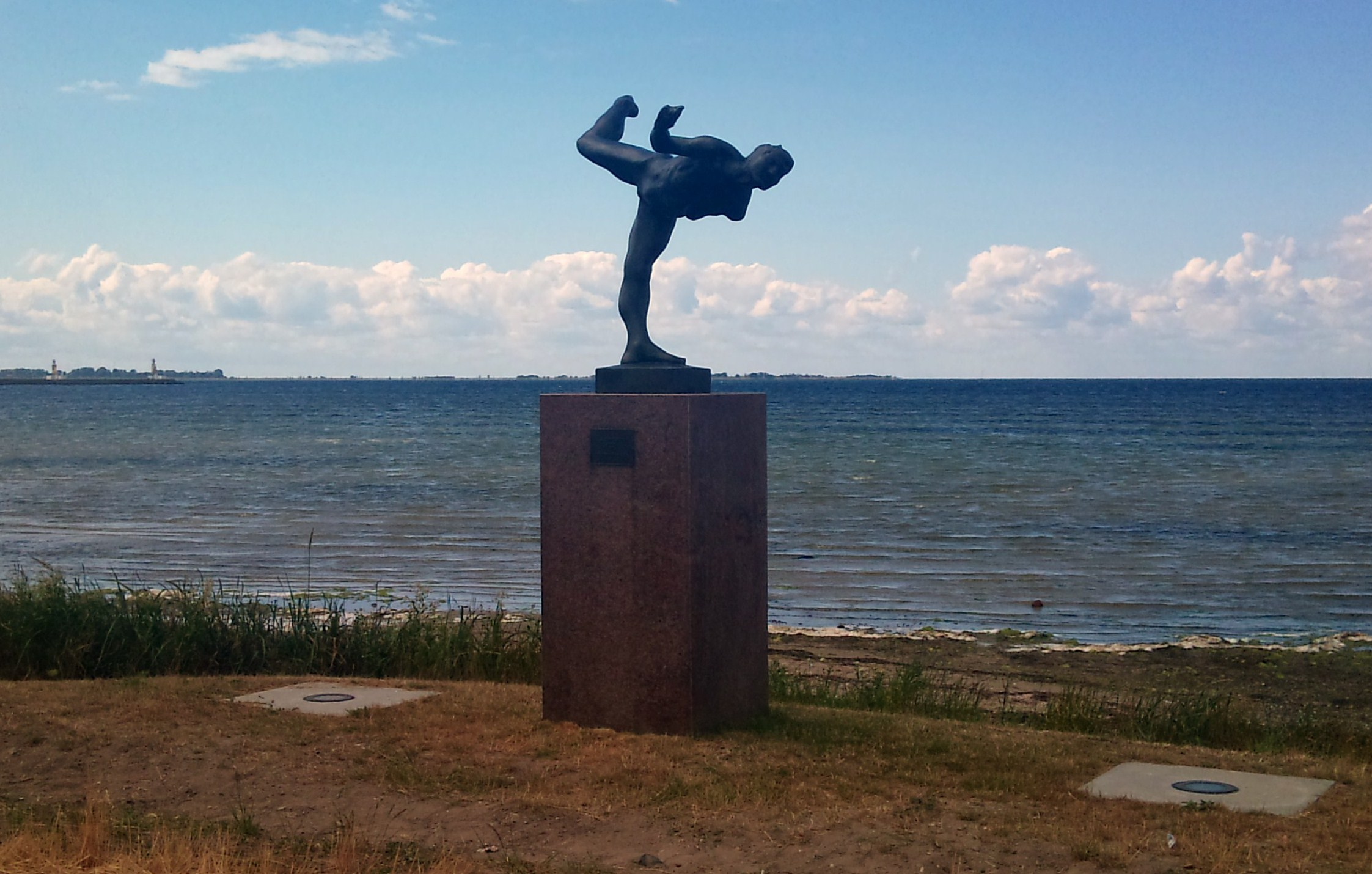
Gudmar Olovson, Flykt (Concordia) (1974)
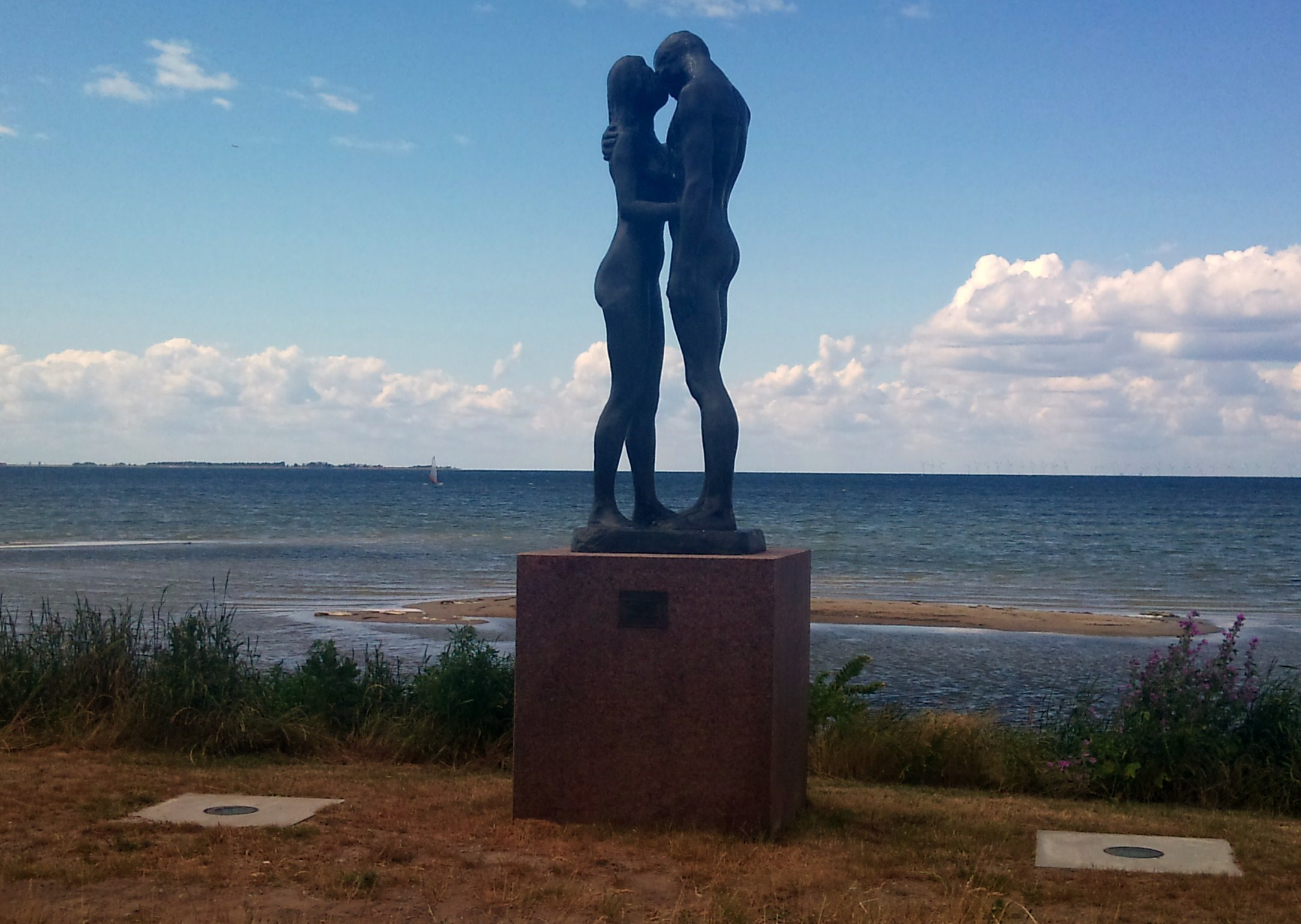
Gudmar Olovson, Två träd (Les deux arbres) (1990)
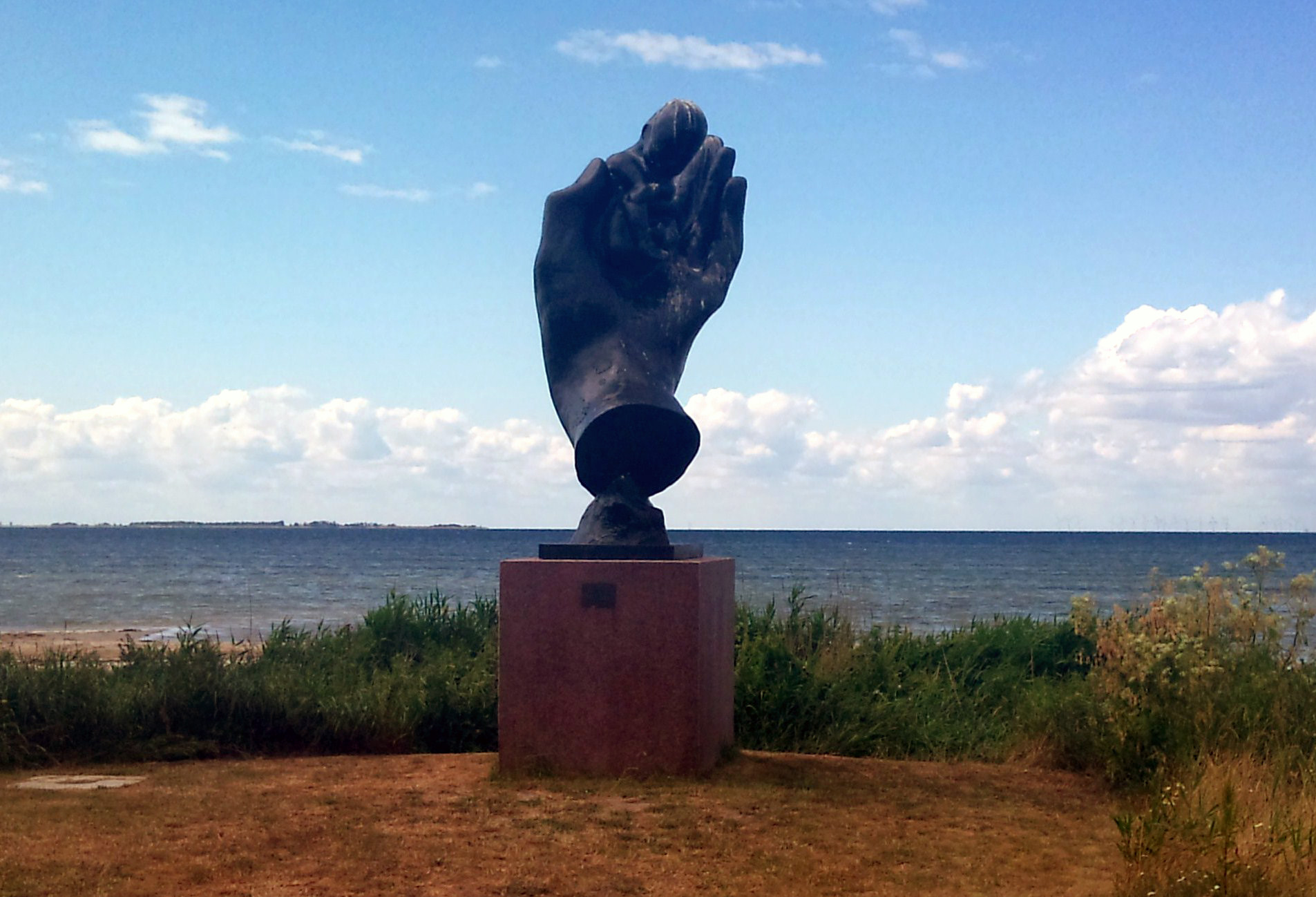
Gudmar Olovson, Inledning till liv (Prélude) (2003)
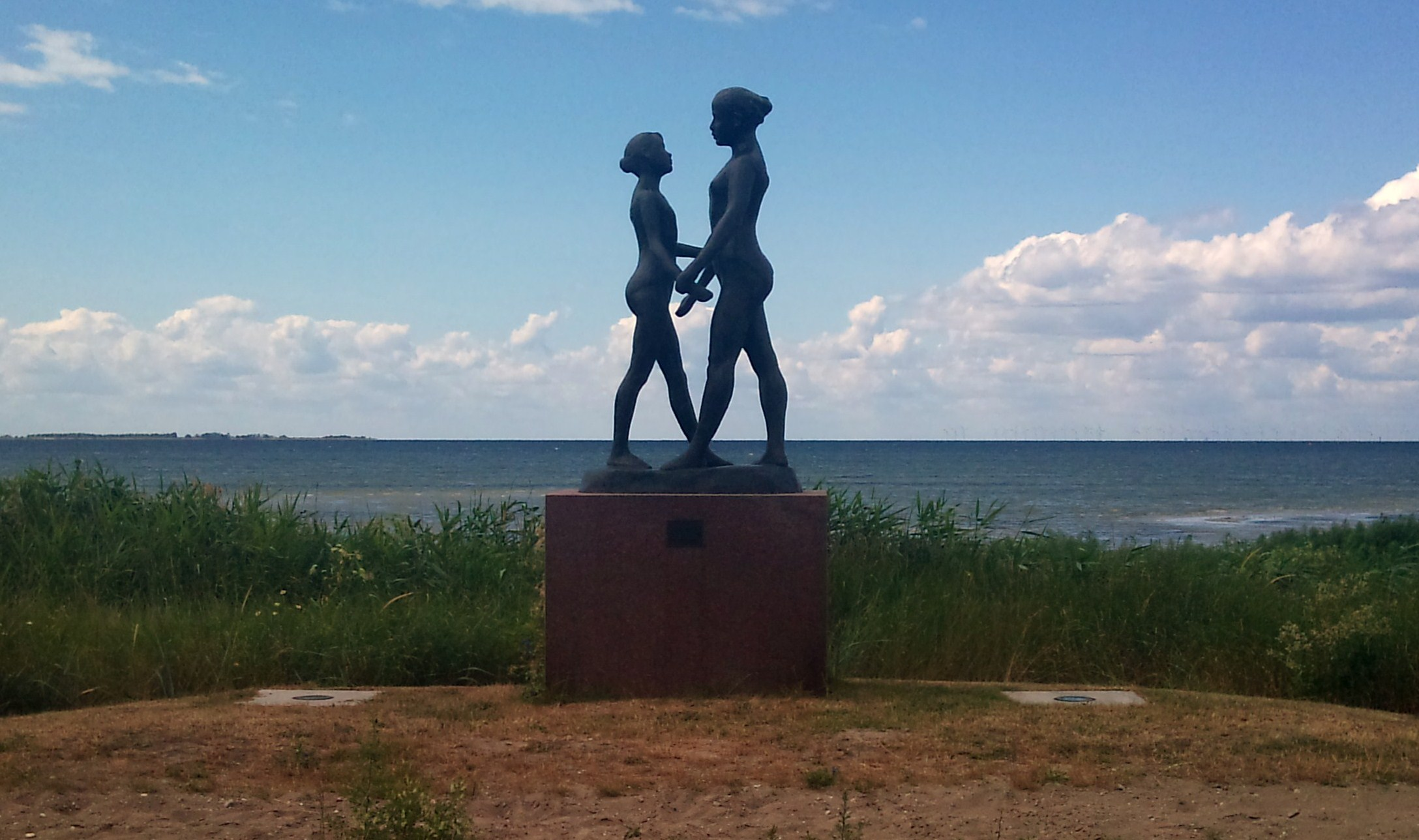
Gudmar Olovson, Systrarna (Les deux soeurs) (2000)
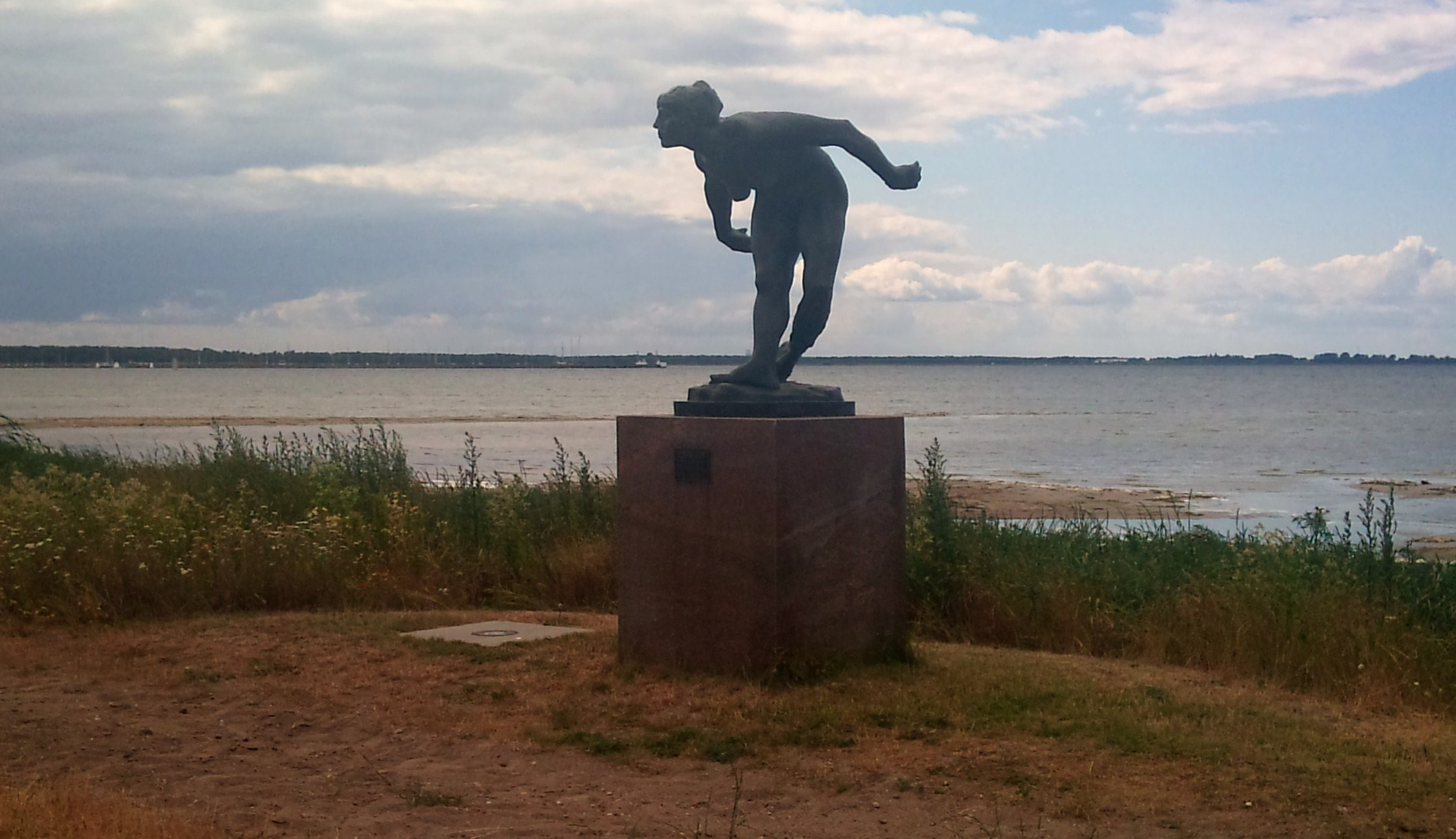
Gudmar Olovson, Kvinna likt en skadad fågel (Femme-oiseau blessé) (2007)
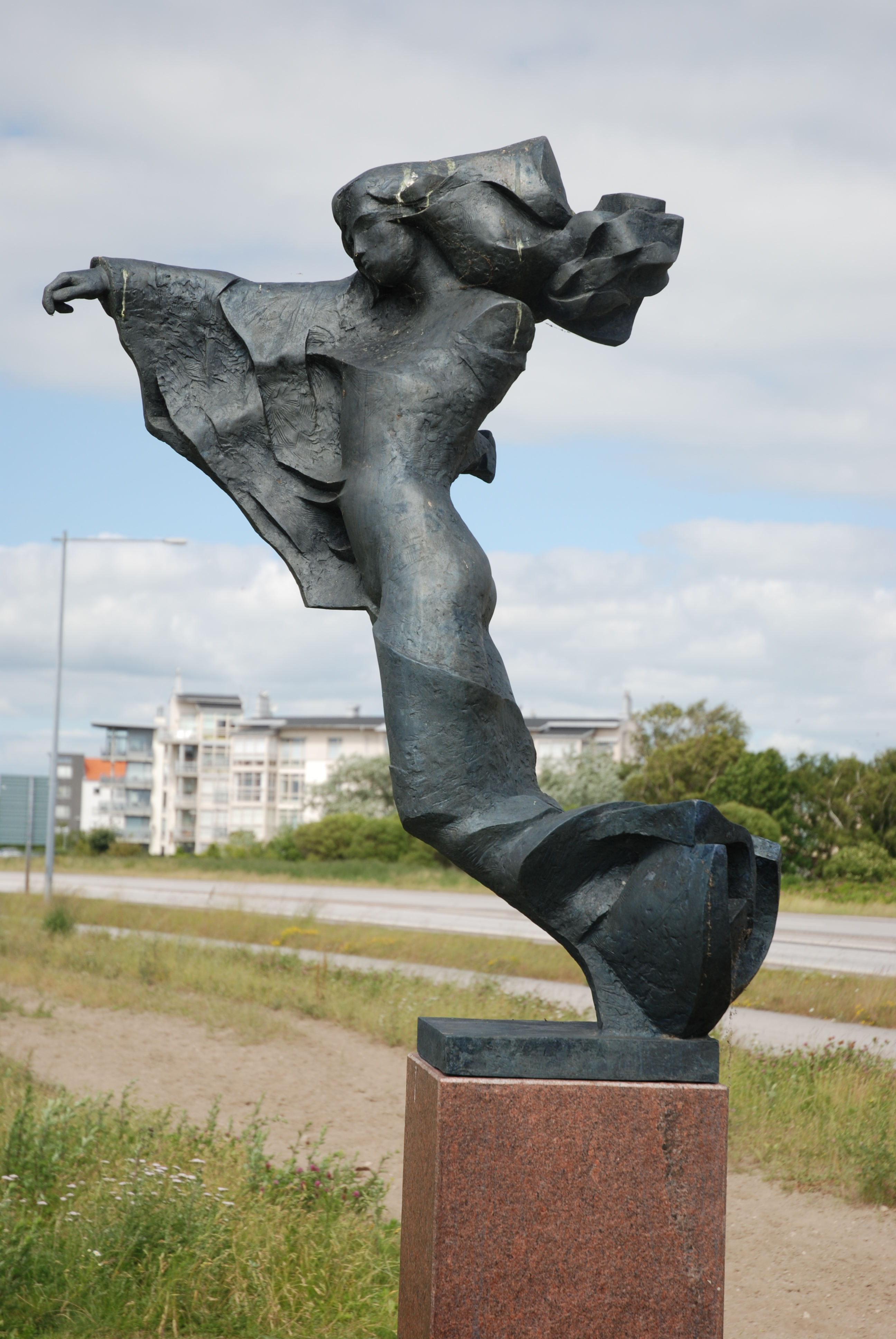
Peter Mandl, Kassandra, brons (1996)